# Bâtă de baseball

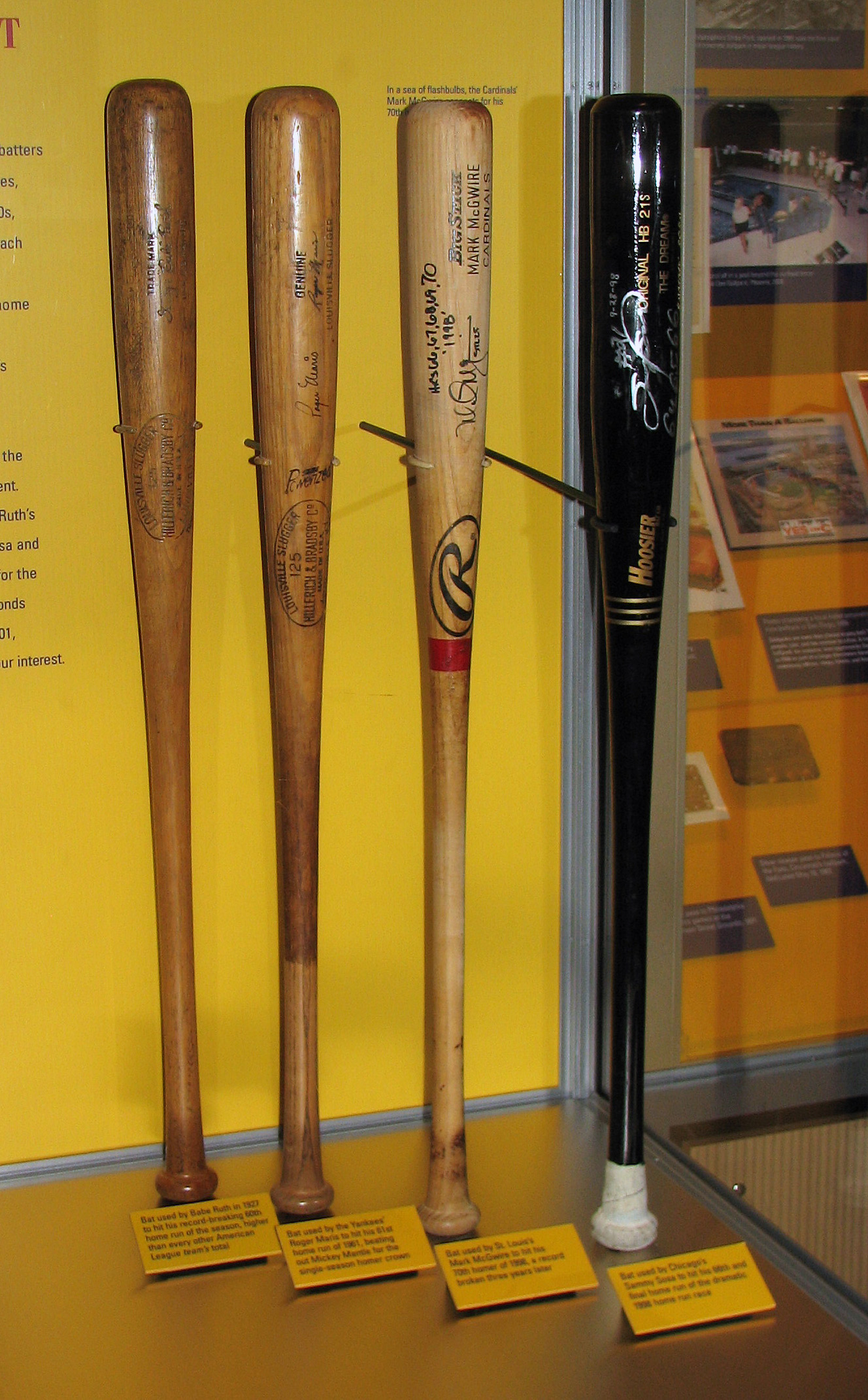
Patru bâte de baseball.

O bâtă de baseball este o bâtă de lemn (sau de metal) rotundă și netedă folosită în cadrul baseballului pentru a lovi mingea lansată de aruncător. Are 6,985 cm în diametru în cea mai groasă parte a sa și 89 cm în lungime. Cea mai comună bâtă de baseball este cea de 2 pounzi (1 kg). O bâtă originală de baseball are scris pe ea gramajul, liga, dimensiunea. Bâta de baseball din lemn este de obicei făcută din frasin, deși poate fi făcută și din arțar, hicori sau bambus. 